# Điện Đông Hải

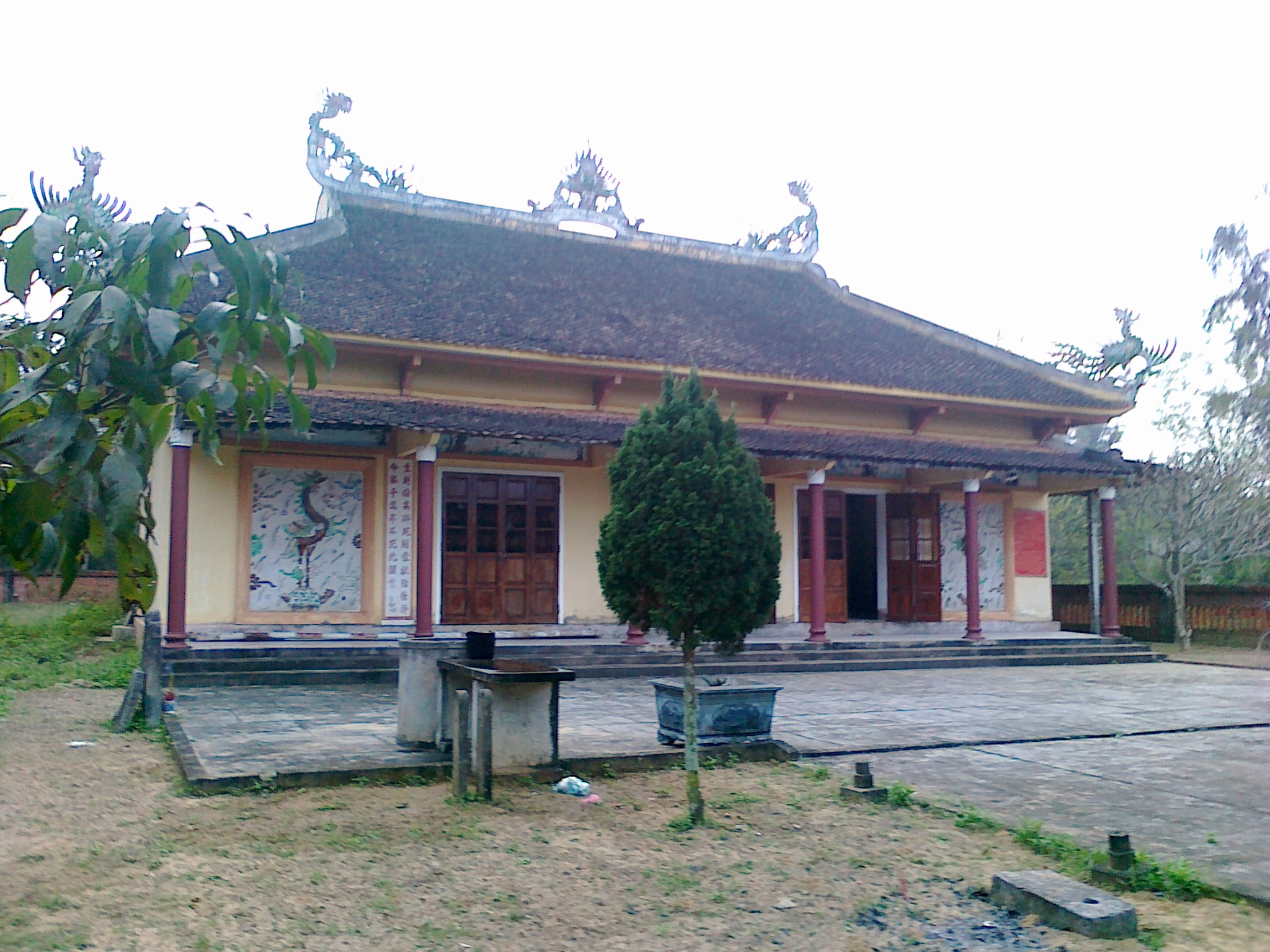
Toàn cảnh đền Đông Hải.

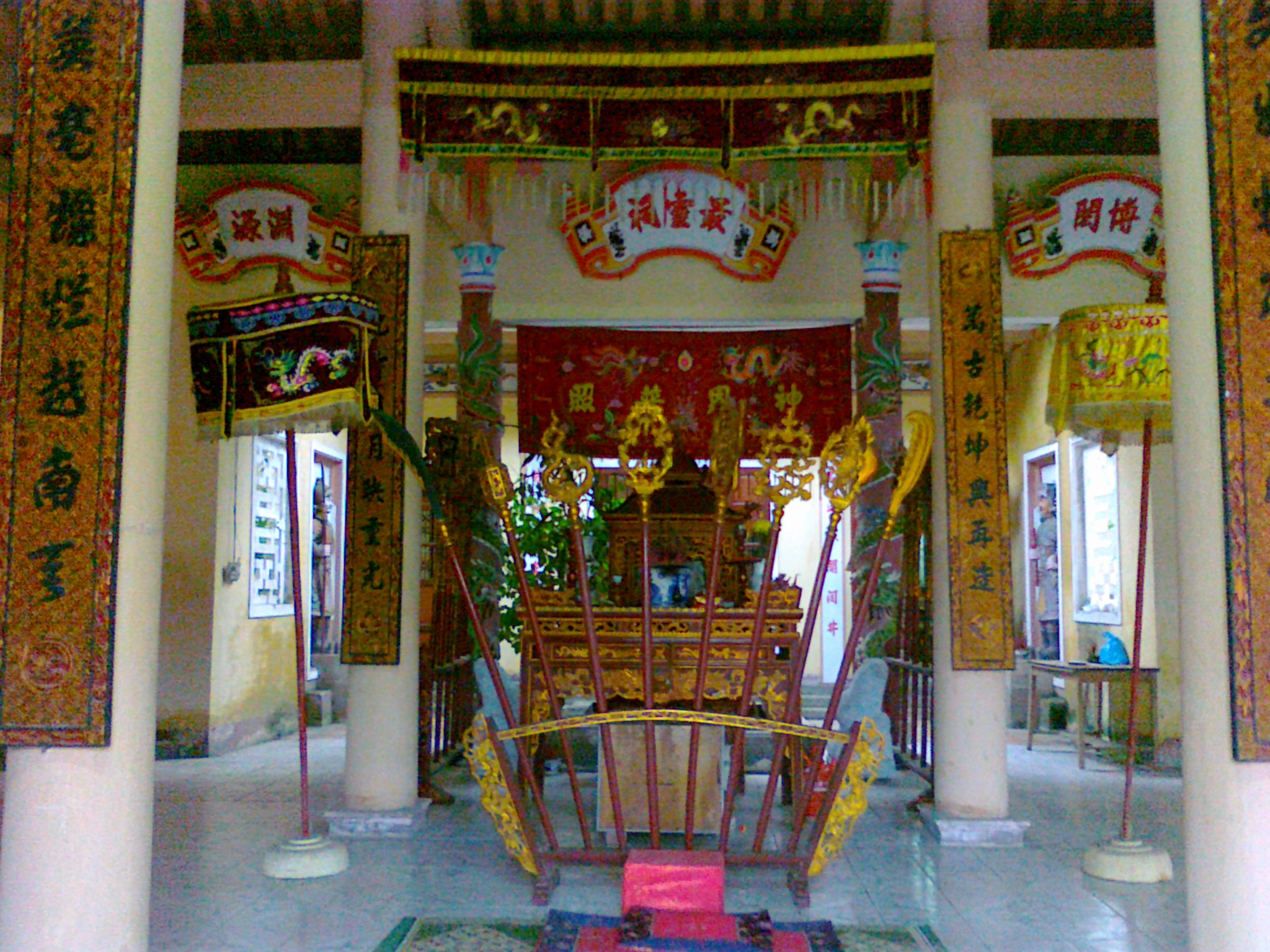
Mặt trước đền Đông Hải.

Điện Đông Hải tọa lạc trên Làng Cổ Bái hay còn gọi là xóm 2, xã Phúc Thọ huyện Nghi Lộc, tỉnh Nghệ An; Điện thờ Yết Kiêu Tướng Quân(1242-1301), Sát Hải Đại Vương Hoàng tá Thốn và Danh nhân liệt vị Đông Hải, cử nhân Phạm Huy.

## Vị trí
Đền Đông Hải tọa lạc trên Làng Cổ Bái hay còn gọi là xóm 2, Xã Phúc Thọ, huyện Nghi Lộc, Tỉnh Nghệ An, cạnh dòng sông Lam thơ mộng. Tuy nhiên sau những ngày của hai cuộc kháng chiến, Điện đã bị phá hỏng một phần, sau đó được tu sửa lại. Tuy nhiên trong những năm cải cách, Điện đã bị phá hoàn toàn. Hiện nay, Điện được xây dựng lại trên nền của Ngôi đền Cổ Bái cũ, trở mặt ra hướng Đông Nam, hướng ra Biển Đông, trên là rừng, dưới là ruộng. Không gian thoáng đạt, đất thiêng hình ẩn Long tọa xứng đáng là Đất của Thần.

## Lịch sử
Sử sách còn lưu lại thì Điện Đông Hải được xây dựng từ nửa cuối thế kỷ thứ 13, thờ vị anh hùng dân tộc Yết Kiêu. Tương truyền rằng, sau khi trấn giữ Sông Lục Nam cứu sống Hưng Đạo Vương-Trần Quốc Tuấn thoát khỏi vòng vây quân giặc, ông đã được Vua khen và ban thưởng. Sau này Khi Yết Kiêu tử trận tại Bến Đông Hải (cửa Biển Đông) nhân dân trong vùng cảm tạ tấm lòng vì dân vì nước nên lập đền thờ. 
Yết Kiêu được lập đền thờ ở: xã Yết Kiêu, Gia Lộc, tỉnh Hải Dương và đền Phủ Võng bên sông Vân ở thành phố Ninh Bình. Tại quê mẹ của ông, làng Lôi Động, xã Tân An, huyện Thanh Hà cũng có thờ ông - Thành hoàng của làng.
Ở Ninh Bình, Yết Kiêu được thờ cùng Trần Hưng Đạo và các vua nhà Trần trong khu di tích hành cung Vũ Lâm. Ông cũng được thờ tại di tích phủ Võng bên sông Vân.

## Uy linh
Vua Nguyễn đã hạ chiếu "Sắc ban cho đại tướng quân triều Trần là Yết Kiêu Đại vương dũng lược uy hùng nhiều lần phù giúp vua dẹp loạn, trừ hiểm nguy, từng được các triều ban tặng sắc phong. Nay, Trẫm kế nối mệnh lớn, gánh vác cơ đồ lớn lao, nghĩ tới công lao tốt đẹp của thần xứng đáng được phong tặng mỹ tự là Minh Hoàng Quốc bảo Mô lược Thánh cực Đại vương Thượng tướng quân. Lại chuẩn cho phép thôn Đông tổng Xuân Vân huyện Phúc Thọ phủ Quảng Oai tỉnh Sơn Tây tiếp tục thờ phụng ngài. Mong ngài hãy bảo vệ che chở cho dân của ta. Kính cẩn thay."
Ngày 20 tháng 7 năm Tự Đức thứ 35 (1882) - Ban Sắc.
Ngày 15 tháng 11 năm Mậu Thìn sao lại.Điện Đông Hải nổi tiếng uy linh, nhân dân thường đến cầu cho cuộc sống được an bình no ấm, cầu xin Ngài diệt yêu ma quỷ quái để đảm bảo cho cuộc sống của trăm họ được vẹn toàn. Trước đây, khi nền y học chưa phát triển, khi có bệnh, Nhân dân hay làm lễ cầu Ngài lên ban thuốc và chữa được rất nhiều bệnh kỳ lạ, đến đời nay còn tương truyền.

## Lễ tế
Giỗ Đức thánh được bà con tổ chức vào ngày rằm tháng 2 âm lịch, lễ tế qua 3 làng, người người thập phương về tham dự. Uy linh một vùng, và là ngày lễ văn hóa của nhân dân vùng miền Đông Nghi lộc.
Hiện nay, điện được tu sửa lại khang trang, không gian rộng thoáng mát mà yên tĩnh. Bà con về thăm điện vào những ngày lễ rất đông.